# Sei tu (Fabrizio Moro)
Sei tu è un singolo del cantante italiano Fabrizio Moro, pubblicato il 3 febbraio 2022 come primo estratto dal secondo EP La mia voce.
Il brano è stato eseguito in gara al Festival di Sanremo 2022 durante la seconda serata della kermesse musicale. Al termine del Festival il brano si è posizionato al dodicesimo posto della classifica finale; venendo inoltre riconosciuto con il Premio "Sergio Bardotti" per il miglior testo, consegnato a Fabrizio Moro.

## Descrizione
Il brano è stato scritto e composto dallo stesso Fabrizio Moro mentre stava scrivendo la sceneggiatura del suo primo film da regista Ghiaccio, con la partecipazione di Roberto Cardelli. Moro ha raccontato il significato del brano:

## Video musicale
Il video, diretto dallo stesso Fabrizio 
Mobrici e da Alessio De Leonardis, è stato reso disponibile in concomitanza del lancio del singolo attraverso il canale YouTube del cantante.

## Accoglienza
Andrea Conti per Il Fatto Quotidiano riscontra che si tratti di «una canzone che riflette il suo stile potente e ricco di pathos».Andrea Laffranchi de il Corriere della Sera ritrova nel brano «nuovi equilibri senza esagerare con la rabbia» per l'autore.
Il Messaggero rimane particolarmente colpito dal testo del brano, riportando «Fabrizio ringrazia la persona che ama per aver cambiato la propria vita in meglio, per non averlo mai giudicato per gli errori commessi e per essergli stato vicino nei momenti difficili».
Francesco Chignola di TV Sorrisi e Canzoni descrive il brano come «una classica ballata romantica» di cui «la musa del brano ha saputo riportare a galla un uomo arreso e sconfitto e la canzone è ricca di sincera riconoscenza». Francesco Prisco, scrivendo per Il Sole 24 Ore, paragona il singolo a A te di Jovanotti.

## Traccia
Testi di Fabrizio Mobrici, musiche di Fabrizio Mobrici e Roberto Cardelli.
1. Sei tu – 2:52

## Classifiche
| Classifica (2022) | Posizione massima |
| ----------------- | ----------------- |
| Italia            | 20                |